# Lorenz Eichstaedt

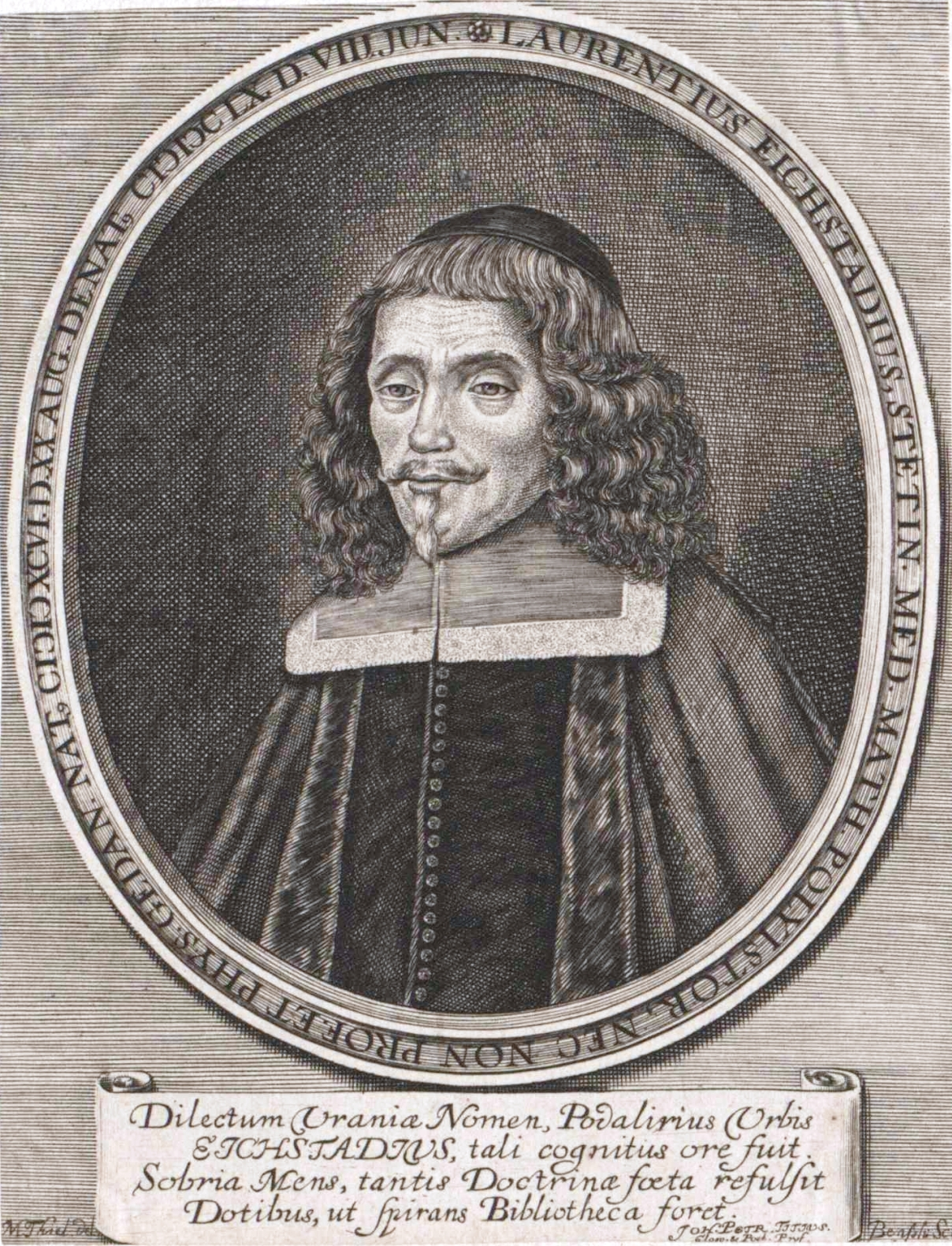
Laurentius Eichstadius

Lorenz Eichstaedt (* 10. August 1596 in Stettin; † 8. Juni 1660 in Danzig) war ein deutscher Mediziner, Astronom und Kalendermacher.

## Leben
Eichstaedt war der Sohn des Stettiner Kaufmanns Peter Eichstaedt und seiner Frau Anna, Tochter des Ratskämmerers Peter Mathias in Gollnow in Pommern. Nach dem Besuch des Pädagogiums in Stettin studierte er an 1612/1613 in Greifswald, danach ab 1614 in Wittenberg bei Daniel Sennert. In der Zeit von 1617 bis 1619 studierte er an verschiedenen Universitäten in Deutschland und Holland, praktizierte dann ab 1619 bei dem Arzt David Faber in Altenburg. 1621 wurde er in Wittenberg promoviert und ließ sich dann als Arzt in Stargard in Pommern nieder.
1624 wurde er Stadtphysicus in Stettin. 1628 heiratete er Katharina Giese, die Tochter des Stettiner Bürgermeisters Paul Giese. Aus dieser Ehe gingen sechs Kinder, vier Söhne und zwei Töchter, hervor. In den Jahren 1625, 1630 und 1638 wurde Eichstaedt durch die in Stettin grassierende Pest besonders gefordert. In den Jahren 1633 und 1640 reiste er nach Holland, um dort seine wissenschaftlichen Kontakte zu pflegen.
Nach über 20 Jahren Arbeit in Stettin wurde er 1645 nach Danzig als Stadtphysicus und Professor für Medizin, Mathematik und Physik am Akademischen Gymnasium berufen, wo er bis zum Ende seines Lebens wirkte. In Danzig lernte er den damals noch jungen und unbekannten Astronomen Johannes Hevelius kennen, für dessen 1647 erscheinende Selenographia er ein Lobgedicht in lateinischen Hexametern verfasste, das mit dem Werk abgedruckt wurde.
Eichstaedt hatte schon in Stargard ein astronomisches Werk über eine Konjunktion der Planeten Jupiter und Saturn verfasst, das 1622 in Stettin erschienen war. In den folgenden Jahren erschienen weitere Werke, sowohl medizinische als auch astronomische Gegenstände betreffend, von denen das wichtigste die zwischen 1634 und 1644 erschienen Ephemeriden waren. Dies waren Tafeln, in denen für den Gebrauch von Geographen, Seefahrern und Astronomen die vorausberechneten Positionen der Planeten verzeichnet waren. Sie setzten die berühmten, von Johannes Kepler erstellten, 1627 erschienenen Rudolfinischen Tafeln fort.
Ab 1615 veröffentlichte er seine astronomischen Ergebnisse auch in Kalendern, die er mit detaillierten Beschreibungen seiner Beobachtungen und Rechengänge anreicherte.
Er wurde am 14. Juni 1660 in der Danziger Trinitatiskirche begraben.
Der Mondkrater Eichstadt ist nach ihm benannt.

## Schriften
- Disputationum de Corpore mixto. Wittenberg 1615.
- Prognosticon de Coniunctione Magna Saturni et Jovis in Trigono Igneo Leonis. Stettin 1622.
- De Confectione Alchermes. Stettin 1634. (Digitalisat)
- Ephemerides. Stettin 1634 und 1636, Danzig 1644.
- Paedia Astrologica. Stettin 1636.
- Tabulae Harmoniae Coelestium. Stettin 1644. (Digitalisat)
- Collegium anatomicum. Danzig 1649.
- Planorum Geometria. Lübeck 1650.
- De Camphora an Hippocrati et aliis. Danzig 1650.
- Problemata electro-logica, physico-medica. Danzig 1650.
- Collegium physicum. Danzig 1654–1658.